# Arrondissement de Bobbio
L'arrondissement de Bobbio est un ancien arrondissement du département de Gênes. Il fut créé le 6 juin 1805, dans le cadre de la nouvelle organisation administrative mise en place par Napoléon Ier en Italie et supprimé le 11 avril 1814, après la chute de l'Empire.

## Composition
L'arrondissement de Bobbio comprenait les cantons de Bobbio, Ottone, Varzi et Zavattarello.